# Ивица Дачич
Ивица Дачич (на сръбски: Ивица Дачић) е сръбски политик от Социалистическата партия на Сърбия и бивш министър-председател
Той е роден на 1 януари 1966 година в Призрен, но израства в топличкото село Житораджа. Завършва политически науки в Белградския университет.
От 1992 до 2000 година е говорител на Социалистическата партия, през 2006 година става неин председател. От 2008 година е вътрешен министър и първи вицепремиер в кабинета на Мирко Цветкович, а на 27 юли 2012 година става министър-председател на Сърбия, оглавявайки коалиция със Сръбската прогресивна партия и няколко по-малки партии. Негов специален съветник е етническият българин Ивица Тончев.